# GT World Challenge Europe 2023
Il GT World Challenge Europe Powered by AWS 2023 è la decima stagione del GT World Challenge Europe. La prima tappa è stata a Monza il 22 aprile e terminerà a Zandvoort il 15 ottobre. La stagione, come da precedenza è composta da 10 eventi: 5 eventi Sprint Cup e 5 eventi Endurance Cup.

## Calendario
Il calendario provvisorio è stato pubblicato il 29 luglio 2022 in occasione della conferenza stampa annuale della 24 Ore di Spa dell'SRO, con cinque round. In cambio rispetto al calendario 2022, il round di apertura a Imola è stato spostato di nuovo a Monza. Il calendario fu ulteriormente modificato per alleviare un conflitto tra il Gran Premio del Belgio e la 24 Ore di Spa. L'evento di 24 ore è stato spostato in avanti al fine settimana del 1-2 luglio, mentre il round di Monza è stato spostato in avanti di una settimana, e il Nürburgring è tornato in calendario.
| Round | Circuito                                                        | Data                   | Serie     |
| ----- | --------------------------------------------------------------- | ---------------------- | --------- |
| 1     | Autodromo nazionale di Monza, Monza, Italia                     | 22–23 aprile           | Endurance |
| 2     | Circuito di Brands Hatch, Kent, Regno Unito                     | 13–14 maggio           | Sprint    |
| 3     | Circuito Paul Ricard, Le Castellet, Francia                     | 3–4 giugno             | Endurance |
| 4     | Circuito di Spa-Francorchamps, Stavelot, Belgio                 | 29 giugno–2 luglio     | Endurance |
| 5     | Misano World Circuit Marco Simoncelli, Misano Adriatico, Italia | 15–16 luglio           | Sprint    |
| 6     | Nürburgring, Nürburg, Germania                                  | 29–30 luglio           | Endurance |
| 7     | Hockenheimring, Hockenheim, Germania                            | 2–3 settembre          | Sprint    |
| 8     | Circuito di Valencia, Cheste, Spagna                            | 16–17 settembre        | Sprint    |
| 9     | Circuito di Catalogna, Montmeló, Spagna                         | 30 settembre–1 ottobre | Endurance |
| 10    | Circuito di Zandvoort, Zandvoort, Paesi Bassi                   | 14–15 ottobre          | Sprint    |

## Team e Piloti

### Endurance Cup
| Team                       | Vettura                       | #   | Piloti                   | Classe | Round |
| -------------------------- | ----------------------------- | --- | ------------------------ | ------ | ----- |
| GetSpeed                   | Mercedes-AMG GT3 Evo          | 2   | Lance Bergstein          | PA     | 1     |
| GetSpeed                   | Mercedes-AMG GT3 Evo          | 2   | Andrzej Lewandowski      | PA     | 1     |
| GetSpeed                   | Mercedes-AMG GT3 Evo          | 2   | Aaron Walker             | PA     | 1     |
| GetSpeed                   | Mercedes-AMG GT3 Evo          | 3   | Patrick Assenheimer      | B      | 1     |
| GetSpeed                   | Mercedes-AMG GT3 Evo          | 3   | Alex Peroni              | B      | 1     |
| GetSpeed                   | Mercedes-AMG GT3 Evo          | 3   | Florian Scholze          | B      | 1     |
| Mercedes-AMG Team Al Manar | Mercedes-AMG GT3 Evo          | 777 | Maro Engel               | P      | 1     |
| Mercedes-AMG Team Al Manar | Mercedes-AMG GT3 Evo          | 777 | Fabian Schiller          | P      | 1     |
| Mercedes-AMG Team Al Manar | Mercedes-AMG GT3 Evo          | 777 | Luca Stolz               | P      | 1     |
| Optimum Motorsport         | McLaren 720S GT3 Evo          | 5   | Sam De Haan              | G      | 1     |
| Optimum Motorsport         | McLaren 720S GT3 Evo          | 5   | Charlie Fagg             | G      | 1     |
| Optimum Motorsport         | McLaren 720S GT3 Evo          | 5   | Dean MacDonald           | G      | 1     |
| K-PAX Racing               | Lamborghini Huracán GT3 Evo 2 | 6   | Marco Mapelli            | P      | 1     |
| K-PAX Racing               | Lamborghini Huracán GT3 Evo 2 | 6   | Sandy Mitchell           | P      | 1     |
| K-PAX Racing               | Lamborghini Huracán GT3 Evo 2 | 6   | Franck Perera            | P      | 1     |
| AGS Events                 | Lamborghini Huracán GT3 Evo 2 | 8   | Antonin Borga            | B      | 1     |
| AGS Events                 | Lamborghini Huracán GT3 Evo 2 | 8   | Leonardo Gorini          | B      | 1     |
| AGS Events                 | Lamborghini Huracán GT3 Evo 2 | 8   | Nico Jamin               | B      | 1     |
| Boutsen VDS                | Audi R8 LMS Evo II            | 9   | Alberto di Folco         | G      | 1     |
| Boutsen VDS                | Audi R8 LMS Evo II            | 9   | Adam Eteki               | G      | 1     |
| Boutsen VDS                | Audi R8 LMS Evo II            | 9   | Aurélien Panis           | G      | 1     |
| Boutsen VDS                | Audi R8 LMS Evo II            | 10  | Andrea Cola              | S      | 1     |
| Boutsen VDS                | Audi R8 LMS Evo II            | 10  | César Gazeau             | S      | 1     |
| Boutsen VDS                | Audi R8 LMS Evo II            | 10  | Roee Meyuhas             | S      | 1     |
| Comtoyou Racing            | Audi R8 LMS Evo II            | 11  | Christopher Haase        | P      | 1     |
| Comtoyou Racing            | Audi R8 LMS Evo II            | 11  | Gilles Magnus            | P      | 1     |
| Comtoyou Racing            | Audi R8 LMS Evo II            | 11  | Frédéric Vervisch        | P      | 1     |
| Comtoyou Racing            | Audi R8 LMS Evo II            | 12  | Sam Dejonghe             | S      | 1     |
| Comtoyou Racing            | Audi R8 LMS Evo II            | 12  | Loris Hezemans           | S      | 1     |
| Comtoyou Racing            | Audi R8 LMS Evo II            | 12  | Finlay Hutchison         | S      | 1     |
| Comtoyou Racing            | Audi R8 LMS Evo II            | 21  | Nicolas Baert            | G      | 1     |
| Comtoyou Racing            | Audi R8 LMS Evo II            | 21  | Max Hofer                | G      | 1     |
| Comtoyou Racing            | Audi R8 LMS Evo II            | 21  | Maxime Soulet            | G      | 1     |
| BMW Italia Ceccato Racing  | BMW M4 GT3                    | 15  | Marco Cassarà            | PA     | 1     |
| BMW Italia Ceccato Racing  | BMW M4 GT3                    | 15  | Stefano Comandini        | PA     | 1     |
| BMW Italia Ceccato Racing  | BMW M4 GT3                    | 15  | Francesco Guerra         | PA     | 1     |
| Iron Lynx                  | Lamborghini Huracán GT3 Evo 2 | 19  | Michele Beretta          | G      | 1     |
| Iron Lynx                  | Lamborghini Huracán GT3 Evo 2 | 19  | Rolf Ineichen            | G      | 1     |
| Iron Lynx                  | Lamborghini Huracán GT3 Evo 2 | 19  | Leonardo Pulcini         | G      | 1     |
| Iron Lynx                  | Lamborghini Huracán GT3 Evo 2 | 63  | Mirko Bortolotti         | P      | 1     |
| Iron Lynx                  | Lamborghini Huracán GT3 Evo 2 | 63  | Andrea Caldarelli        | P      | 1     |
| Iron Lynx                  | Lamborghini Huracán GT3 Evo 2 | 63  | Jordan Pepper            | P      | 1     |
| Iron Dames                 | Lamborghini Huracán GT3 Evo 2 | 83  | Sarah Bovy               | B      | 1     |
| Iron Dames                 | Lamborghini Huracán GT3 Evo 2 | 83  | Rahel Frey               | B      | 1     |
| Iron Dames                 | Lamborghini Huracán GT3 Evo 2 | 83  | Michelle Gatting         | B      | 1     |
| Car Collection Motorsport  | Porsche 911 GT3 R (992)       | 24  | Alex Fontana             | PA     | 1     |
| Car Collection Motorsport  | Porsche 911 GT3 R (992)       | 24  | Ivan Jacoma              | PA     | 1     |
| Car Collection Motorsport  | Porsche 911 GT3 R (992)       | 24  | Nicolas Leutwiler        | PA     | 1     |
| Saintéloc Junior Team      | Audi R8 LMS Evo II            | 25  | Simon Gachet             | P      | 1     |
| Saintéloc Junior Team      | Audi R8 LMS Evo II            | 25  | Christopher Mies         | P      | 1     |
| Saintéloc Junior Team      | Audi R8 LMS Evo II            | 25  | Patric Niederhauser      | P      | 1     |
| Saintéloc Junior Team      | Audi R8 LMS Evo II            | 26  | Erwan Bastard            | S      | 1     |
| Saintéloc Junior Team      | Audi R8 LMS Evo II            | 26  | Grégoire Demoustier      | S      | 1     |
| Saintéloc Junior Team      | Audi R8 LMS Evo II            | 26  | Paul Evrard              | S      | 1     |
| Team WRT                   | BMW M4 GT3                    | 30  | Niklas Krütten           | G      | 1     |
| Team WRT                   | BMW M4 GT3                    | 30  | Jean-Baptiste Simmenauer | G      | 1     |
| Team WRT                   | BMW M4 GT3                    | 30  | Calan Williams           | G      | 1     |
| Team WRT                   | BMW M4 GT3                    | 31  | Adam Carroll             | B      | 1     |
| Team WRT                   | BMW M4 GT3                    | 31  | Lewis Proctor            | B      | 1     |
| Team WRT                   | BMW M4 GT3                    | 31  | Tim Whale                | B      | 1     |
| Team WRT                   | BMW M4 GT3                    | 32  | Sheldon van der Linde    | P      | 1     |
| Team WRT                   | BMW M4 GT3                    | 32  | Dries Vanthoor           | P      | 1     |
| Team WRT                   | BMW M4 GT3                    | 32  | Charles Weerts           | P      | 1     |
| Team WRT                   | BMW M4 GT3                    | 46  | Augusto Farfus           | P      | 1     |
| Team WRT                   | BMW M4 GT3                    | 46  | Maxime Martin            | P      | 1     |
| Team WRT                   | BMW M4 GT3                    | 46  | Valentino Rossi          | P      | 1     |
| Bullitt Racing             | Aston Martin Vantage AMR GT3  | 33  | Jeff Kingsley            | S      | 1     |
| Bullitt Racing             | Aston Martin Vantage AMR GT3  | 33  | Romain Leroux            | S      | 1     |
| Bullitt Racing             | Aston Martin Vantage AMR GT3  | 33  | Jacob Riegel             | S      | 1     |
| Walkenhorst Motorsport     | BMW M4 GT3                    | 35  | Anders Buchardt          | B      | 1     |
| Walkenhorst Motorsport     | BMW M4 GT3                    | 35  | James Kell               | B      | 1     |
| Walkenhorst Motorsport     | BMW M4 GT3                    | 35  | Thomas Neubauer          | B      | 1     |
| ST Racing with Rinaldi     | Ferrari 488 GT3 Evo 2020      | 38  | Jon Miller               | PA     | 1     |
| ST Racing with Rinaldi     | Ferrari 488 GT3 Evo 2020      | 38  | Samantha Tan             | PA     | 1     |
| ST Racing with Rinaldi     | Ferrari 488 GT3 Evo 2020      | 38  | Isaac Tutumlu            | PA     | 1     |
| Tresor Orange1             | Audi R8 LMS Evo II            | 40  | Mattia Drudi             | P      | 1     |
| Tresor Orange1             | Audi R8 LMS Evo II            | 40  | Ricardo Feller           | P      | 1     |
| Tresor Orange1             | Audi R8 LMS Evo II            | 40  | Dennis Marschall         | P      | 1     |
| Tresor Attempto Racing     | Audi R8 LMS Evo II            | 66  | Kikko Galbiati           | B      | 1     |
| Tresor Attempto Racing     | Audi R8 LMS Evo II            | 66  | Andrey Mukovoz           | B      | 1     |
| Tresor Attempto Racing     | Audi R8 LMS Evo II            | 66  | Dylan Pereira            | B      | 1     |
| Tresor Attempto Racing     | Audi R8 LMS Evo II            | 99  | Alex Aka                 | S      | 1     |
| Tresor Attempto Racing     | Audi R8 LMS Evo II            | 99  | Pietro Delli Guanti      | S      | 1     |
| Tresor Attempto Racing     | Audi R8 LMS Evo II            | 99  | Lorenzo Patrese          | S      | 1     |
| CLRT                       | Porsche 911 GT3 R (992)       | 44  | Hugo Chevalier           | B      | 1     |
| CLRT                       | Porsche 911 GT3 R (992)       | 44  | Clément Mateu            | B      | 1     |
| CLRT                       | Porsche 911 GT3 R (992)       | 44  | Steven Palette           | B      | 1     |
| CLRT                       | Porsche 911 GT3 R (992)       | 44  | Frédéric Makowiecki      | B      | TBA   |
| AF Corse                   | Ferrari 296 GT3               | 51  | Nicklas Nielsen          | P      | 1     |
| AF Corse                   | Ferrari 296 GT3               | 51  | Alessio Rovera           | P      | 1     |
| AF Corse                   | Ferrari 296 GT3               | 51  | Robert Shwartzman        | P      | 1     |
| AF Corse                   | Ferrari 296 GT3               | 71  | Antonio Fuoco            | P      | 1     |
| AF Corse                   | Ferrari 296 GT3               | 71  | Alessandro Pier Guidi    | P      | 1     |
| AF Corse                   | Ferrari 296 GT3               | 71  | Davide Rigon             | P      | 1     |
| AF Corse                   | Ferrari 296 GT3               | 71  | Daniel Serra             | P      | TBA   |
| AF Corse                   | Ferrari 488 GT3 Evo 2020      | 52  | Andrea Bertolini         | B      | 1     |
| AF Corse                   | Ferrari 488 GT3 Evo 2020      | 52  | Jef Machiels             | B      | 1     |
| AF Corse                   | Ferrari 488 GT3 Evo 2020      | 52  | Louis Machiels           | B      | 1     |
| Dinamic GT Huber Racing    | Porsche 911 GT3 R (992)       | 54  | Christian Engelhart      | P      | 1     |
| Dinamic GT Huber Racing    | Porsche 911 GT3 R (992)       | 54  | Ayhancan Güven           | P      | 1     |
| Dinamic GT Huber Racing    | Porsche 911 GT3 R (992)       | 54  | Sven Müller              | P      | 1     |
| Dinamic GT Huber Racing    | Porsche 911 GT3 R (992)       | 55  | Ben Barker               | B      | 1     |
| Dinamic GT Huber Racing    | Porsche 911 GT3 R (992)       | 55  | Marius Nakken            | B      | 1     |
| Dinamic GT Huber Racing    | Porsche 911 GT3 R (992)       | 55  | Philipp Sager            | B      | 1     |
| Dinamic GT Huber Racing    | Porsche 911 GT3 R (992)       | 56  | Daniele di Amato         | S      | 1     |
| Dinamic GT Huber Racing    | Porsche 911 GT3 R (992)       | 56  | Jop Rappange             | S      | 1     |
| Dinamic GT Huber Racing    | Porsche 911 GT3 R (992)       | 56  | Tanart Sathienthirakul   | S      | 1     |
| Winward Racing             | Mercedes-AMG GT3 Evo          | 57  | Indy Dontje              | G      | 1     |
| Winward Racing             | Mercedes-AMG GT3 Evo          | 57  | Philip Ellis             | G      | 1     |
| Winward Racing             | Mercedes-AMG GT3 Evo          | 57  | Russell Ward             | G      | 1     |
| Winward Racing             | Mercedes-AMG GT3 Evo          | 157 | Miklas Born              | G      | 1     |
| Winward Racing             | Mercedes-AMG GT3 Evo          | 157 | David Schumacher         | G      | 1     |
| Winward Racing             | Mercedes-AMG GT3 Evo          | 157 | Marius Zug               | G      | 1     |
| GRT Grasser Racing Team    | Lamborghini Huracán GT3 Evo 2 | 58  | Ricky Capo               | S      | 1     |
| GRT Grasser Racing Team    | Lamborghini Huracán GT3 Evo 2 | 58  | Fabrizio Crestani        | S      | 1     |
| GRT Grasser Racing Team    | Lamborghini Huracán GT3 Evo 2 | 58  | Sam Neary                | S      | 1     |
| GRT Grasser Racing Team    | Lamborghini Huracán GT3 Evo 2 | 85  | Kay van Berlo            | S      | 1     |
| GRT Grasser Racing Team    | Lamborghini Huracán GT3 Evo 2 | 85  | Benjamín Hites           | S      | 1     |
| GRT Grasser Racing Team    | Lamborghini Huracán GT3 Evo 2 | 85  | Clemens Schmid           | S      | 1     |
| Team Parker Racing         | Porsche 911 GT3 R (992)       | 62  | Jaxon Evans              | B      | 1     |
| Team Parker Racing         | Porsche 911 GT3 R (992)       | 62  | Kiern Jewiss             | B      | 1     |
| Team Parker Racing         | Porsche 911 GT3 R (992)       | 62  | Derek Pierce             | B      | 1     |
| Haupt Racing Team          | Mercedes-AMG GT3 Evo          | 79  | Sébastien Baud           | B      | 1     |
| Haupt Racing Team          | Mercedes-AMG GT3 Evo          | 79  | Hubert Haupt             | B      | 1     |
| Haupt Racing Team          | Mercedes-AMG GT3 Evo          | 79  | Arjun Maini              | B      | 1     |
| Barwell Motorsport         | Lamborghini Huracán GT3 Evo 2 | 78  | Adam Balon               | PA     | 1     |
| Barwell Motorsport         | Lamborghini Huracán GT3 Evo 2 | 78  | Rob Collard              | PA     | 1     |
| Barwell Motorsport         | Lamborghini Huracán GT3 Evo 2 | 78  | Dennis Lind              | PA     | 1     |
| Theeba Motorsport          | Mercedes-AMG GT3 Evo          | 81  | Ralf Aron                | B      | 1     |
| Theeba Motorsport          | Mercedes-AMG GT3 Evo          | 81  | Reema Juffali            | B      | 1     |
| Theeba Motorsport          | Mercedes-AMG GT3 Evo          | 81  | Alain Valente            | B      | 1     |
| AKKodis ASP                | Mercedes-AMG GT3 Evo          | 87  | Thomas Drouet            | P      | 1     |
| AKKodis ASP                | Mercedes-AMG GT3 Evo          | 87  | Lorenzo Ferrari          | P      | 1     |
| AKKodis ASP                | Mercedes-AMG GT3 Evo          | 87  | Maximilian Götz          | P      | 1     |
| AKKodis ASP                | Mercedes-AMG GT3 Evo          | 88  | Timur Boguslavskiy       | P      | 1     |
| AKKodis ASP                | Mercedes-AMG GT3 Evo          | 88  | Jules Gounon             | P      | 1     |
| AKKodis ASP                | Mercedes-AMG GT3 Evo          | 88  | Raffaele Marciello       | P      | 1     |
| AKKodis ASP                | Mercedes-AMG GT3 Evo          | 89  | Adalberto Baptista       | B      | TBA   |
| AKKodis ASP                | Mercedes-AMG GT3 Evo          | 89  | Bruno Baptista           | B      | TBA   |
| AKKodis ASP                | Mercedes-AMG GT3 Evo          | 89  | Rodrigo Baptista         | B      | TBA   |
| Madpanda Motorsport        | Mercedes-AMG GT3 Evo          | 90  | Magnus Gustavsen         | S      | 1     |
| Madpanda Motorsport        | Mercedes-AMG GT3 Evo          | 90  | Alexey Nesov             | S      | 1     |
| Madpanda Motorsport        | Mercedes-AMG GT3 Evo          | 90  | Ezequiel Pérez Companc   | S      | 1     |
| Herberth Motorsport        | Porsche 911 GT3 R (992)       | 91  | Ralf Bohn                | B      | 1     |
| Herberth Motorsport        | Porsche 911 GT3 R (992)       | 91  | Alfred Renauer           | B      | 1     |
| Herberth Motorsport        | Porsche 911 GT3 R (992)       | 91  | Robert Renauer           | B      | 1     |
| Pure Rxcing                | Porsche 911 GT3 R (992)       | 911 | Klaus Bachler            | B      | 1     |
| Pure Rxcing                | Porsche 911 GT3 R (992)       | 911 | Alex Malykhin            | B      | 1     |
| Pure Rxcing                | Porsche 911 GT3 R (992)       | 911 | Joel Sturm               | B      | 1     |
| Sky – Tempesta Racing      | McLaren 720S GT3 Evo          | 93  | Eddie Cheever III        | B      | 1     |
| Sky – Tempesta Racing      | McLaren 720S GT3 Evo          | 93  | Chris Froggatt           | B      | 1     |
| Sky – Tempesta Racing      | McLaren 720S GT3 Evo          | 93  | Jonathan Hui             | B      | 1     |
| Garage 59                  | McLaren 720S GT3 Evo          | 159 | Benjamin Goethe          | P      | 1     |
| Garage 59                  | McLaren 720S GT3 Evo          | 159 | Marvin Kirchhöfer        | P      | 1     |
| Garage 59                  | McLaren 720S GT3 Evo          | 159 | Nicolai Kjærgaard        | P      | 1     |
| Garage 59                  | McLaren 720S GT3 Evo          | 188 | Henrique Chaves          | B      | 1     |
| Garage 59                  | McLaren 720S GT3 Evo          | 188 | Louis Prette             | B      | 1     |
| Garage 59                  | McLaren 720S GT3 Evo          | 188 | Miguel Ramos             | B      | 1     |
| Rutronik Racing            | Porsche 911 GT3 R (992)       | 96  | Laurin Heinrich          | P      | 1     |
| Rutronik Racing            | Porsche 911 GT3 R (992)       | 96  | Dennis Olsen             | P      | 1     |
| Rutronik Racing            | Porsche 911 GT3 R (992)       | 96  | Thomas Preining          | P      | 1     |
| ROWE Racing                | BMW M4 GT3                    | 98  | Philipp Eng              | P      | 1     |
| ROWE Racing                | BMW M4 GT3                    | 98  | Marco Wittmann           | P      | 1     |
| ROWE Racing                | BMW M4 GT3                    | 98  | Nick Yelloly             | P      | 1     |
| ROWE Racing                | BMW M4 GT3                    | 998 | Daniel Harper            | P      | 1     |
| ROWE Racing                | BMW M4 GT3                    | 998 | Max Hesse                | P      | 1     |
| ROWE Racing                | BMW M4 GT3                    | 998 | Neil Verhagen            | P      | 1     |
| CSA Racing                 | Audi R8 LMS Evo II            | 888 | Erwin Creed              | B      | 1     |
| CSA Racing                 | Audi R8 LMS Evo II            | 888 | Arthur Rougier           | B      | 1     |
| CSA Racing                 | Audi R8 LMS Evo II            | 888 | Igor Waliłko             | B      | 1     |

| Icona | Classe     |
| ----- | ---------- |
| P     | Pro Cup    |
| G     | Gold Cup   |
| S     | Silver Cup |
| B     | Bronze Cup |
| PA    | Pro-Am Cup |

## Risultati

### Endurance Cup
| Round | Circuito          | Pole Position                                         | Vincitore assoluto                                 | Vincitore Gold                                     | Vincitore Silver                              | Vincitore Bronzo                                      | Vincitore Pro/Am                   | Note   |
| ----- | ----------------- | ----------------------------------------------------- | -------------------------------------------------- | -------------------------------------------------- | --------------------------------------------- | ----------------------------------------------------- | ---------------------------------- | ------ |
| 1     | Monza             | #98 ROWE Racing                                       | #98 ROWE Racing                                    | #21 Comtoyou Racing                                | #12 Comtoyou Racing                           | #911 Pure Rxcing                                      | #78 Barwell Motorsport             | [ 62 ] |
| 1     | Monza             | Philipp Eng Marco Wittmann Nick Yelloly               | Philipp Eng Marco Wittmann Nick Yelloly            | Nicolas Baert Max Hofer Maxime Soulet              | Sam Dejonghe Loris Hezemans Finlay Hutchison  | Klaus Bachler Alex Malykhin Joel Stürm                | Adam Balon Rob Collard Dennis Lind | [ 62 ] |
| 2     | Paul Ricard       | #88 AKKodis ASP Team                                  | #88 AKKodis ASP Team                               | #21 Comtoyou Racing                                | #99 Tresor Attempto Racing                    |                                                       |                                    |        |
| 2     | Paul Ricard       | Timur Boguslavskiy Raffaele Marciello Jules Gounon    | Timur Boguslavskiy Raffaele Marciello Jules Gounon | Nicolas Baert Max Hofer Maxime Soulet              | Alex Aka Lorenzo Patrese Pietro Delli Guanti  |                                                       |                                    |        |
| 3     | Spa-Francorchamps | #20 Huber Motorsport                                  | #98 ROWE Racing                                    | #5 Optimum Motorsport                              | #85 GRT Grasser Racing Team                   | #20 Huber Motorsport                                  |                                    |        |
| 3     | Spa-Francorchamps | Antares Au Matteo Cairoli Jannes Fittje Tim Heinemann | Philipp Eng Marco Wittmann Nick Yelloly            | Sam De Haan Charlie Fagg Tom Gamble Dean MacDonald | Benjamín Hites Clemens Schmid Glenn van Berlo | Antares Au Matteo Cairoli Jannes Fittje Tim Heinemann |                                    |        |
| 4     | Nürburgring       | #88 AKKodis ASP Team                                  | #88 AKKodis ASP Team                               | #157 Winward Racing                                | #85 GRT Grasser Racing Team                   |                                                       | #78 Barwell Motorsport             |        |
| 4     | Nürburgring       | Timur Boguslavskiy Raffaele Marciello Jules Gounon    | Timur Boguslavskiy Raffaele Marciello Jules Gounon | Miklas Born David Schumacher Marius Zug            | Benjamín Hites Clemens Schmid Glenn van Berlo |                                                       | Adam Balon Rob Collard Dennis Lind |        |
| 5     | Barcellona        | #51 AF Corse                                          | #51 AF Corse                                       |                                                    |                                               |                                                       |                                    |        |
| 5     | Barcellona        | Nicklas Nielsen Alessio Rovera Robert Shwartzman      | Nicklas Nielsen Alessio Rovera Robert Shwartzman   |                                                    |                                               |                                                       |                                    |        |

## Classifiche
Sistema di punteggio
I punti del campionato vengono assegnati per le prime dieci posizioni di ogni gara. Il pole-sitter riceve anche un punto e le iscrizioni sono necessarie per completare il 75% della distanza di gara dell'auto vincente per essere classificato e guadagnare punti. I singoli piloti sono tenuti a partecipare per un minimo di 25 minuti al fine di guadagnare punti campionato in qualsiasi gara.
Punti per Monza, Hockenheim & Nürburgring
| Posizione | 1° | 2° | 3° | 4° | 5° | 6° | 7° | 8° | 9° | 10° | Pole |
| Punti     | 25 | 18 | 15 | 12 | 10 | 8  | 6  | 4  | 2  | 1   | 1    |

Punti per Paul Ricard
| Posizione | 1° | 2° | 3° | 4° | 5° | 6° | 7° | 8° | 9° | 10° | Pole |
| Punti     | 33 | 24 | 19 | 15 | 12 | 9  | 6  | 4  | 2  | 1   | 1    |

Punti per la 24 ore di Spa
I punti vengono assegnati dopo sei ore, dopo dodici ore e al traguardo.
| Posizione               | 1° | 2° | 3° | 4° | 5° | 6° | 7° | 8° | 9° | 10° | Pole |
| Punti dopo 6 ore/12 ore | 12 | 9  | 7  | 6  | 5  | 4  | 3  | 2  | 1  | 0   | 1    |
| Punti a fine corsa      | 25 | 18 | 15 | 12 | 10 | 8  | 6  | 4  | 2  | 1   | 1    |

### Classifica Piloti Assoluta
Solo piloti andati a punti
| Pos. | Piloti                                              | Team                                            | MNZ | LEC | SPA  | SPA   | SPA   | NÜR | BAR | Punti |
| Pos. | Piloti                                              | Team                                            | MNZ | LEC | 6hrs | 12hrs | 24hrs | NÜR | BAR | Punti |
| ---- | --------------------------------------------------- | ----------------------------------------------- | --- | --- | ---- | ----- | ----- | --- | --- | ----- |
| 1    | Timur Boguslavskiy Jules Gounon Raffaele Marciello  | AKKodis ASP Team                                | Rit | 1P  | 3    | 2     | 2     | 1PF | 5   | 104   |
| 2    | Philipp Eng Marco Wittmann Nick Yelloly             | ROWE Racing                                     | 1P  | 3   | 8    | 6     | 1     | 15  | 10  | 77    |
| 3    | Maro Engel                                          | Mercedes-AMG Team AlManar                       | Rit | 2   |      |       |       | 2   | 4   | 61    |
| 3    | Maro Engel                                          | Mercedes-AMG Team GruppeM Racing                |     |     | 19   | 3     | Rit   |     |     | 61    |
| 4    | Fabian Schiller Luca Stolz                          | Mercedes-AMG Team AlManar                       | Rit | 2   | 9    | 15    | 9     | 2   | 4   | 57    |
| 5    | Mattia Drudi Ricardo Feller Dennis Marschall        | Tresor Orange1 Audi Sport Tresor Orange1        | 5   | Rit | 6    | 1     | 7     | 3   | Rit | 47    |
| 6    | Simon Gachet Christopher Mies Patric Niederhauser   | Saintéloc Junior Team Audi Sport Team Saintéloc | 4   | 4   | 23   | 24    | 16    | 4   | 9   | 41    |
| 7    | Laurin Heinrich Dennis Olsen Thomas Preining        | Rutronik Racing                                 | 10F | Rit | 12   | 8     | 5     | 5   | 3   | 38    |
| 8    | Nicklas Nielsen Alessio Rovera Robert Shwartzman    | AF Corse - Francorchamps Motors                 | 8   | 7   | 29   | 25    | 44    | 22  | 1P  | 36    |
| 9    | Antonio Fuoco Davide Rigon                          | AF Corse - Francorchamps Motors                 | 14  | 5   | 7    | 17    | 11    | 14  | 2   | 33    |
| 9    | Daniel Serra                                        | AF Corse - Francorchamps Motors                 |     | 5   | 7    | 17    | 11    | 14  | 2   | 33    |
| 10   | Daniel Harper Max Hesse Neil Verhagen               | ROWE Racing                                     | 2   | 6   | 4    | 53†   | Rit   | 11  | 12  | 33    |
| 11   | Sheldon van der Linde Dries Vanthoor Charles Weerts | Team WRT                                        | 6   | Rit | 1    | 52†   | Rit   | 7   | 11  | 26    |
| 12   | Kelvin van der Linde Luca Engstler Nicki Thiim      | Scherer Sport PHX                               |     |     | 2    | 12    | 3     |     |     | 24    |
| 13   | Kévin Estre Julien Andlauer Laurens Vanthoor        | Manthey EMA                                     |     |     | 5    | 7     | 4     |     |     | 20    |
| 14   | Mirko Bortolotti Andrea Caldarelli Jordan Pepper    | Iron Lynx                                       | 3   | 39  | 61   | Rit   | Rit   | Rit | 20  | 15    |
| 15   | Augusto Farfus Maxime Martin Valentino Rossi        | Team WRT                                        | Rit | 8   | 13   | 9     | 6     | 49† | Rit | 13    |
| 16   | Christian Engelhart Ayhancan Güven Sven Müller      | Dinamic GT Huber Racing Dinamic GT              | 9   | Rit | 16   | 13    | 12    | 10  | 6   | 11    |
| 17   | Miklas Born David Schumacher Marius Zug             | Winward Racing                                  | 26  | 10  | 22   | 58†   | Rit   | 6   | 14  | 9     |
| 18   | Nicolas Baert Maxime Soulet                         | Comtoyou Racing                                 | 7   | 9   | 34   | 26    | 21    | 21  | 35  | 8     |
| 18   | Max Hofer                                           | Comtoyou Racing                                 | 7   | 9   | 34   | 26    | 21    |     | 35  | 8     |
| 19   | Christopher Haase Frédéric Vervisch                 | Comtoyou Racing Audi Sport Team Comtoyou        | Rit | 42  | 18   | 16    | 8     | 8   | 49  | 8     |
| 20   | Daniel Juncadella Mikaël Grenier                    | Mercedes-AMG Team GruppeM Racing                |     |     | 19   | 3     | Rit   |     |     | 7     |
| 21   | Sam De Haan Charlie Fagg Dean MacDonald             | Optimum Motorsport                              | 11  | Rit | 31   | 4     | 10    | 45  | Rit | 7     |
| 21   | Tom Gamble                                          | Optimum Motorsport                              |     |     | 31   | 4     | 10    |     |     | 7     |
| 22   | Thomas Drouet Lorenzo Ferrari Maximilian Götz       | Mercedes-AMG Team AKKodis ASP                   | 13  | 13  | 15   | 10    | Rit   | Rit | 7   | 6     |
| 23   | Henrique Chaves Louis Prette Miguel Ramos           | Garage 59                                       | 20  | 33† | 11   | 5     | 34    | 25  | 18  | 5     |
| 23   | Conrad Grunewald                                    | Garage 59                                       |     |     | 11   | 5     | 34    |     |     | 5     |
| 24   | Gilles Magnus                                       | Comtoyou Racing Audi Sport Team Comtoyou        | Rit | 42  | 18   | 16    | 8     | 21  | 49  | 4     |
| 24   | Kobe Pauwels                                        | Comtoyou Racing                                 |     |     |      |       |       | 8   |     | 4     |
| 24   | Benjamin Goethe Marvin Kirchhöfer Nicolai Kjærgaard | Garage 59                                       | 19  | 12  | 10   | 59†   | Rit   | 13  | 8F  | 4     |
| 25   | Lucas Auer                                          | Mercedes-AMG Team AlManar                       |     |     | 9    | 15    | 9     |     |     | 3     |
| 25   | Lucas Auer                                          | GetSpeed                                        |     |     |      |       |       |     | 45  | 3     |
| 26   | Marco Mapelli Sandy Mitchell Franck Perera          | K-Pax Racing                                    | Rit | 23  | 17   | 11    | 29    | 9   | 44  | 2     |
| 27   | Klaus Bachler Alex Malykhin Joel Stürm              | Pure Rxcing                                     | 15  | Rit | 25   | 21    | 15    | 26  |     | 1     |
| Pos. | Piloti                                              | Team                                            | MNZ | LEC | SPA  | SPA   | SPA   | NÜR | BAR | Punti |
| Pos. | Piloti                                              | Team                                            | MNZ | LEC | 6hrs | 12hrs | 24hrs | NÜR | BAR | Punti |

### Classifica Piloti Gold
| Pos. | Piloti                                                 | Team               | MNZ | LEC  | SPA  | SPA   | SPA   | NÜR | BAR | Punti |
| Pos. | Piloti                                                 | Team               | MNZ | LEC  | 6hrs | 12hrs | 24hrs | NÜR | BAR | Punti |
| ---- | ------------------------------------------------------ | ------------------ | --- | ---- | ---- | ----- | ----- | --- | --- | ----- |
| 1    | Nicolas Baert Maxime Soulet                            | Comtoyou Racing    | 7F  | 9    | 34   | 26    | 21    | 21  |     | 94    |
| 2    | Max Hofer                                              | Comtoyou Racing    | 7F  | 9    | 34   | 26    | 21    |     |     | 84    |
| 3    | Sam De Haan Charlie Fagg Dean MacDonald                | Optimum Motorsport | 11P | Rit  | 31   | 4     | 10P   | 46  |     | 70    |
| 4    | Miklas Born David Schumacher Marius Zug                | Winward Racing     | 26  | 10   | 22   | 58†   | Rit   | 6P  |     | 70    |
| 5    | Niklas Krütten Jean-Baptiste Simmenauer Calan Williams | Team WRT           | 12  | Rit  | 20   | 18    | 14    | 16  |     | 66    |
| 6    | Alberto Di Folco Adam Eteki Aurélien Panis             | Boutsen VDS        | Rit | 11F  | 14   | 46    | 42    | 20  |     | 58    |
| 7    | Tom Gamble                                             | Optimum Motorsport |     |      | 31   | 4     | 10P   |     |     | 43    |
| 8    | Michele Beretta Rolf Ineichen Leonardo Pulcini         | Iron Lynx          | Rit | 34   | 30   | 48    | Rit   | 12  |     | 43    |
| 9    | Indy Dontje Philip Ellis Russell Ward                  | Winward Racing     | 23  | RitP | 56   | 37    | 38    | Rit |     | 34    |
| 10   | Thomas Laurent                                         | Boutsen VDS        |     |      | 14   | 46    | 42    |     |     | 27    |
| 11   | Gilles Magnus                                          | Comtoyou Racing    |     |      |      |       |       | 21  |     | 10    |
| Pos. | Piloti                                                 | Team               | MNZ | LEC  | 6hrs | 12hrs | 24hrs | NÜR | BAR | Punti |
| Pos. | Piloti                                                 | Team               | MNZ | LEC  | SPA  |       |       | NÜR | BAR | Punti |